# Molophilus alexanderorum
Molophilus alexanderorum är en tvåvingeart som beskrevs av Günther Theischinger 1992. Molophilus alexanderorum ingår i släktet Molophilus och familjen småharkrankar. Inga underarter finns listade i Catalogue of Life.